# Un tipo con una faccia strana ti cerca per ucciderti
Un tipo con una faccia strana ti cerca per ucciderti è un film del 1973 diretto da Tulio Demicheli. La pellicola è nota per le sue numerose scene di violenza, tra cui una sanguinosa sequenza in cui è mostrata una castrazione. Per questo motivo, il film è reperibile principalmente nella versione censurata.

## Trama
Gaspare Aversi, dedito a loschi traffici, viene ucciso da don Vito, che si impadronisce della sua organizzazione mafiosa. Il giovane Rico, finito in carcere, per aver cercato di vendicare il padre Gaspare, scontati due anni è incitato dalla madre a ripetere il tentativo. Alleatosi con un ex amico di Gaspare, Cirano, passato poi al servizio di don Vito, Rico ruba cinquecento milioni e una partita di diamanti, frutto di un'operazione tra il boss e un marsigliese.
Riuscito a salvarsi dal tradimento di Cirano, che vuole per sé tutto il malloppo, e dalla vendetta del marsigliese, Rico, dopo che don Vito per attirarlo in una trappola, gli ha fatto uccidere la madre, la sorella e il cognato, affronta il boss nella sua tana e lo uccide, ma viene ucciso anch'egli dai sicari del boss.
Dopo i titoli di coda, si scopre che il «tipo» del titolo è Olimpia Boldrini.